# Брагин, Вячеслав Иванович
Вячесла́в Ива́нович Бра́гин (9 мая 1939 года, Бежецк, Калининская область) — российский политик, народный депутат России.

## Биография
Выпускник Московского государственного университета и Академии общественных наук при Центральном комитете Коммунистической партии Советского Союза.
С 1986 по 1990 год — первый секретарь районного комитета КПСС Центрального района г. Калинина. 
Народный депутат РСФСР. 
С 1991 по 1992 год — председатель комитета Верховного Совета Российской Федерации по вопросам информации, взаимодействия с общественными организациями, массовыми общественными движениями и исследования общественного мнения.
С января по декабрь 1993 года  — председатель Российской государственной телерадиокомпании «Останкино». 
В ночь с 3 на 4 октября 1993 года, во время перестрелки спецназа со сторонниками Верховного Совета РФ у телецентра, он отключил вещание.